# Лядины (Рамешковский район)
Ляди́ны — деревня в Рамешковском районе Тверской области. Относится к сельскому поселению Заклинье. По данным переписи 2002 года население — 124 жителя (60 мужчин, 64 женщины), русские и карелы.

## География
Расположена в 12 километрах к востоку от районного центра Рамешки (15 км по автодорогам, проезд через Ильино), в 10 километрах на северо-запад — село Алексеевское на автодороге «Тверь—Бежецк—Весьегонск—Устюжна». На восток идет дорога на Вилово — Диево.

## История
Пустошь Лядины в порозжих землях Каменского стана Бежецкого верха упоминается в писцовой книге 1627—1629 годов. Позже на эти земли началось организованное московским правительством переселение православных карел из Корельского уезда, отошедшего к Швеции по Столбовскому миру. В 1709 году в деревня Лядины относится к Каменского стана Великого Государя дворцовой карельской волости.
В конце XVIII века деревня Лядины и земли вокруг были переданы помещикам Демьяновым. В 1859 году в карельской владельческой деревне Лядины 23 двора, 136 жителей. В конце XIX-начале XX века деревня относилась к Медвежьегорскому приходу Заклинской волости Бежецкого уезда Тверской губернии. В 1887 году здесь 41 двор, 207 жителей.
Погост Медвежья Гора находился к северу от деревни (сейчас в границах деревни), впервые упоминается в писцовой книге 1627—1629 годов. В конце XIX века здесь было две церкви: Скорбящей Божией Матери, деревянная, постройки 1774 года, и Воскресенья Христова, каменная, постройки 1855 года. При церкви имелись каменная сторожка, деревянные сарай и амбар. В 1893 году в Медвежьей Горе — 4 двора, 15 жителей — семьи священно- и церковнослужителей. В 1914 году в приходе Воскресенской церкви были деревни Лядины, Исачиха и Иваньково, с населением 1059 жителей, все православные карелы. Деревянная церковь разрушена в начале XX столетия, каменная — в 1930 году частично была взорвана и разобрана на кирпичи. В сохранившейся части размещался колхозный склад, в настоящее время кровля утрачена, остались только несущие стены.
После установления Советской власти, в 1918 году в Лядинах создан Сельский Совет. В 1931 году крестьяне деревень Лядины и Исачиха объединились в колхоз, назвав его «Моряк». В 1934 году деревня Лядины — центр Январского сельсовета Рамешковского района, в который входили деревни Лядины, Исачиха, Коростелево, хутора Андрюково, Бордуниха, Кошелево, Никулиха, Орехово, Пашенка, Спорнушка. В Лядинах 75 хозяйств (из них 52 — в колхозе), 373 жителя, работали маслобойня, кузница, были ячейки ВКП(б) и ВЛКСМ, изба-читальня.
Во время Великой Отечественной войны большинство мужчин призвано в армию, на фронтах погибли 25 жителей деревни. Женщины и подростки работали в колхозе, на строительстве оборонительных сооружений под Калинином, на лесозаготовках. С мобилизацией лошадей — основной тягловой силы, земля в колхозе стала плохо обрабатываться, снизился урожай зерновых и льна, особенно тяжелыми и голодными были неурожайные 1946—1947 годы.
В 1950 и 1959 годах колхоз расширился за счёт присоединения хозяйств деревень Коростелёво, Иваньково и Березняки.
По переписи 1989 года в деревне проживало 55 человек (16 мужчин, 38 женщин) из них карел 55 %, русских 38 %. В этом же году из деревни Березняки в Лядины была переведена восьмилетняя школа (сейчас МОУ Лядинская начальная общеобразовательная школа).
В 1990 году в колхозе «Моряк» имелось: 5390 га земли, в том числе 3090 га сельхозугодий (1276 га пашни); 57 тракторов, 7 комбайнов, 17 автомашин; 1047 голов крупного рогатого скота (в том числе 412 коров), 155 свиней, 451 овца, 25 лошадей. Собирали урожай: зерновых — 14,4 цн., картофеля — 223 цн., льносемян — 1,8 цн., многолетних трав — 52,5 цн., сена с естественных лугов — 4,4 цн. в среднем с каждого гектара. Надои молока — по 1947 литров от коровы. Число работников — 180 человек.
В феврале 1993 году колхоз был преобразован в сельскохозяйственный производственный кооператив «Моряк».
В 2001 году в Лядинах в 70 домах постоянно проживали 175 человек, 30 домов — собственность наследников и дачников. В деревне неполная средняя школа, библиотека, медпункт, почтовое отделение, магазин.

## Население
| 1859 | 1936 | 1989 | 2002 | 2008 | 2010 |
| ---- | ---- | ---- | ---- | ---- | ---- |
| 136  | ↗373 | ↘191 | ↘124 | ↗161 | ↘153 |